# Volvarina micros
Volvarina micros is een slakkensoort uit de familie van de Marginellidae. De wetenschappelijke naam van de soort is voor het eerst geldig gepubliceerd in 1922 door Bavay.